# Liste der Dreitausender in der Teton Range

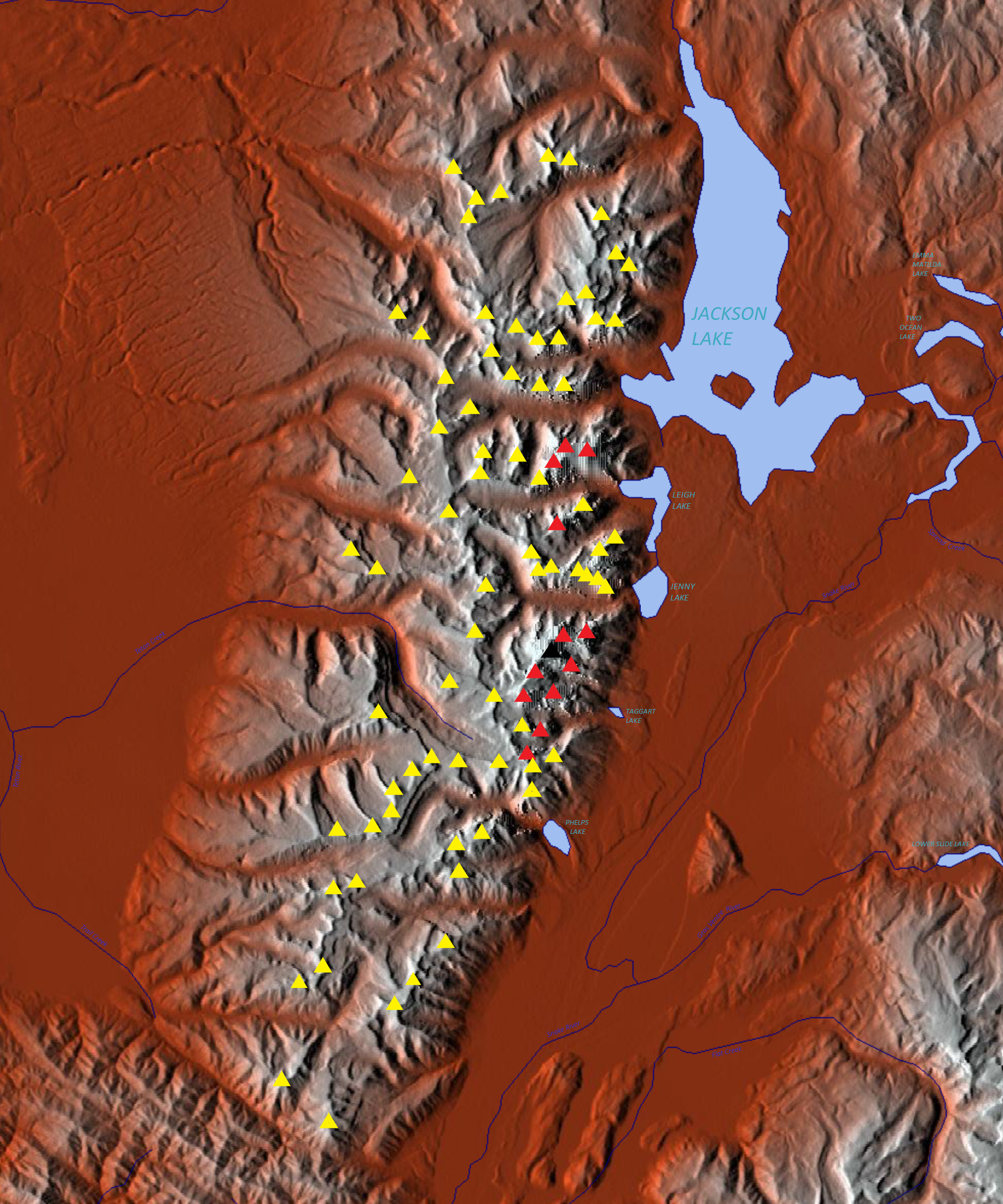
Reliefkarte der Teton Range: eingezeichnet sind alle Dreitausender (Gelb), Berge über 3500 m (Rot) sowie der Grand Teton (Schwarz).

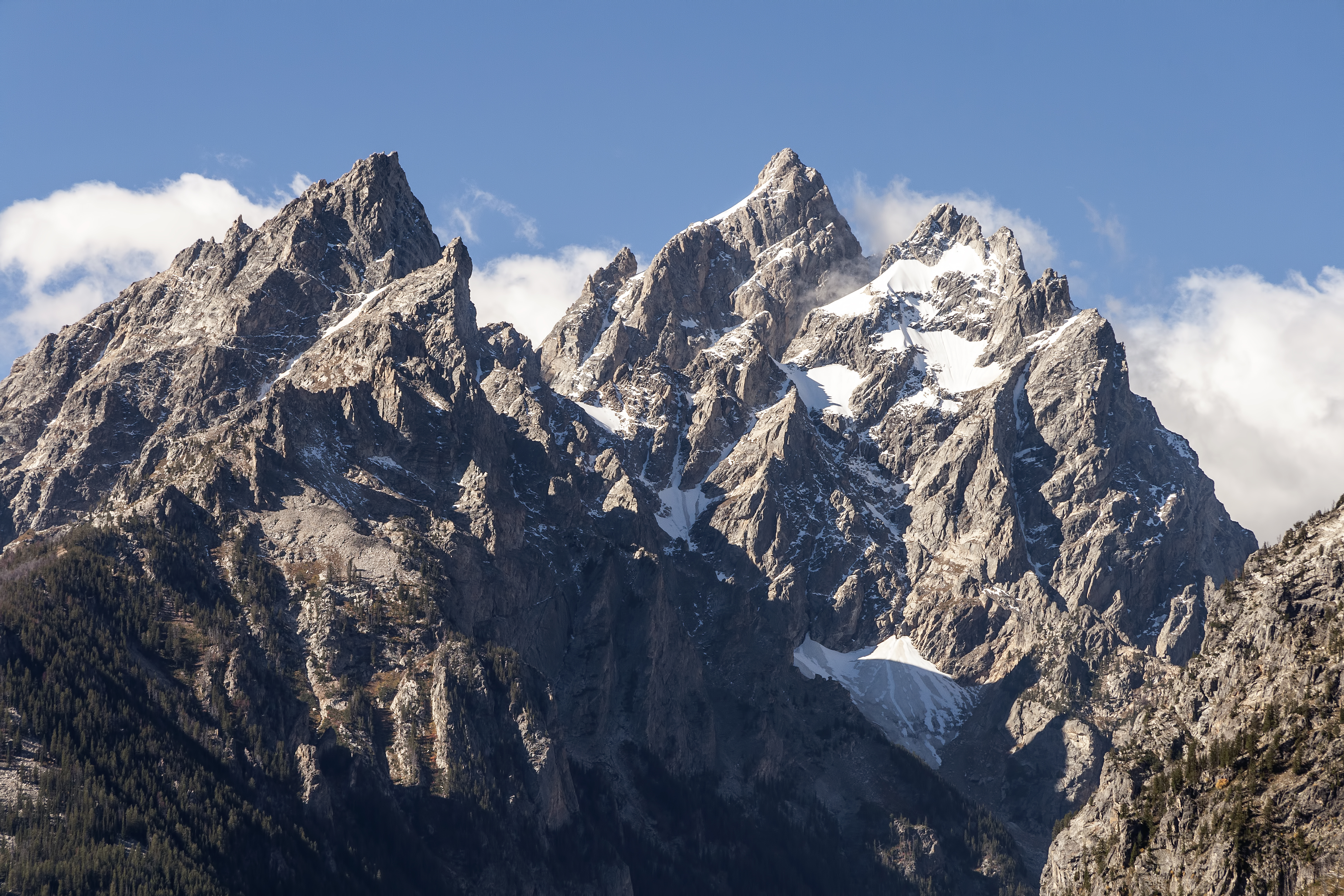
Die Cathedral Group ist der höchste Gebirgsstock innerhalb der Teton Range

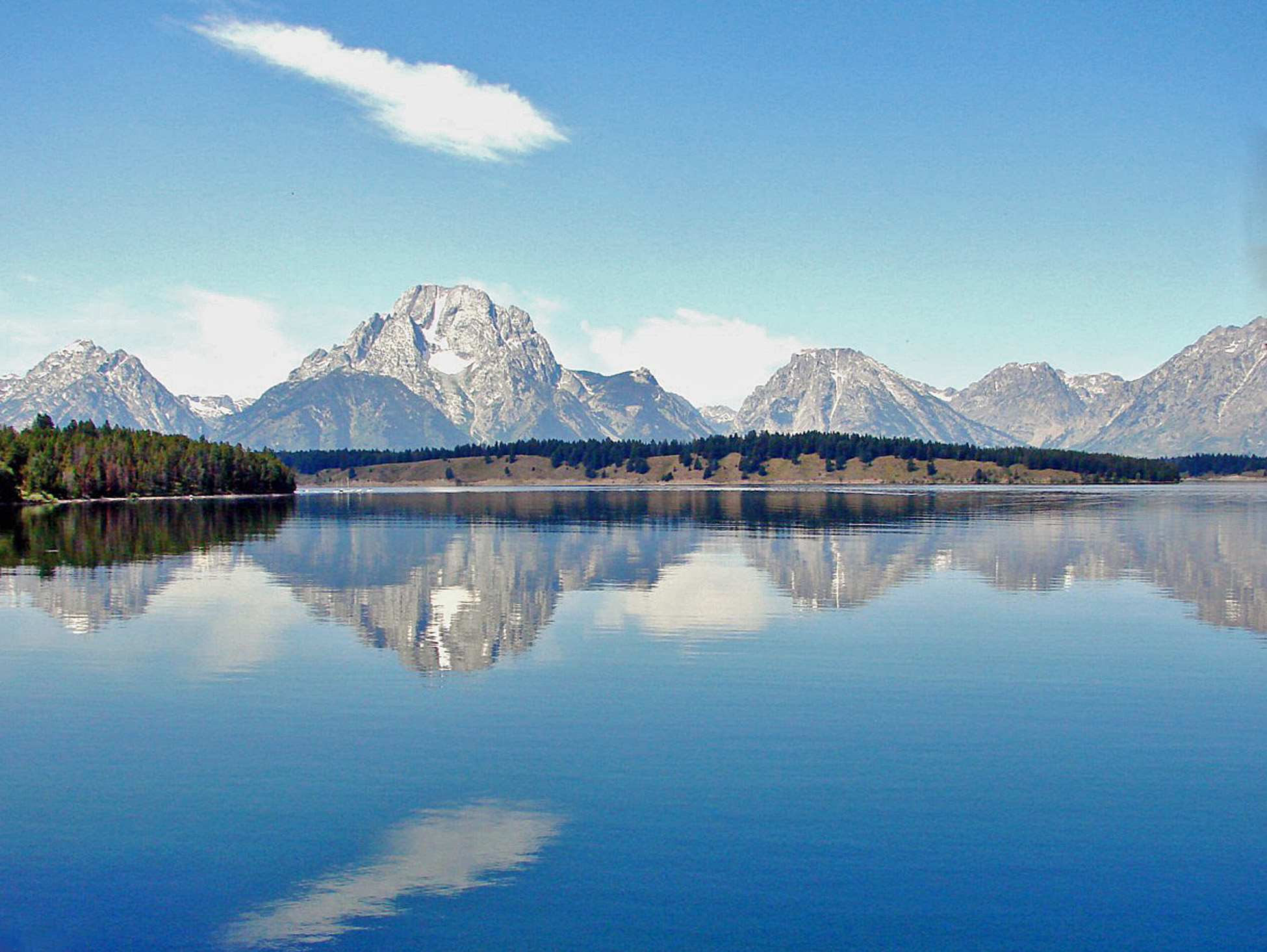
Panorama der nördlichen Teton Range vom Jackson Lake

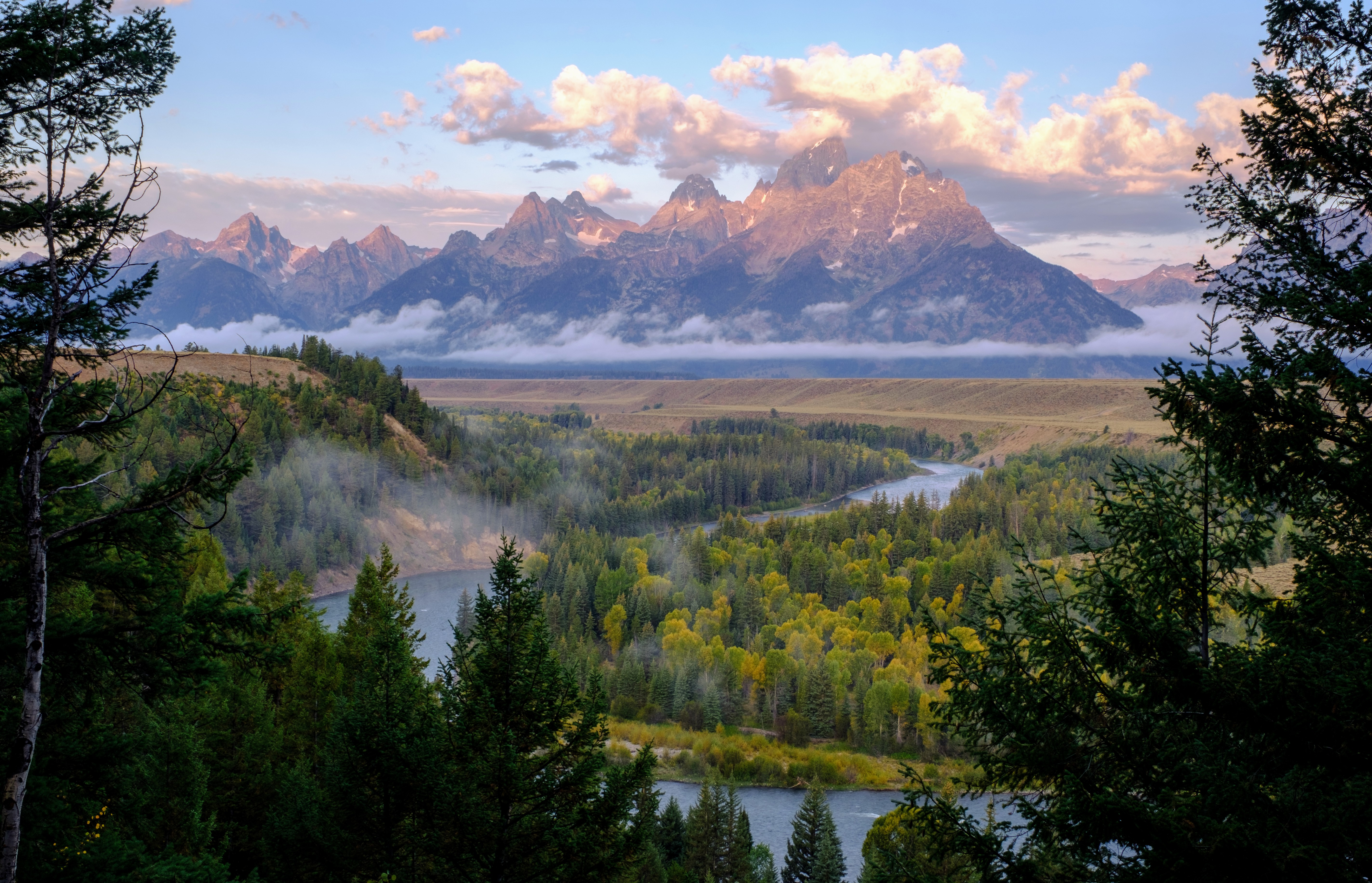
Teton Range mit Snake River

Die Liste der Dreitausender in der Teton Range listet sämtliche Dreitausender der Teton Range, einer Bergkette der Rocky Mountains im Westen des US-Bundesstaates Wyoming. Die Liste ist in Haupt- und Nebengipfel untergliedert, die sich allesamt im Teton County befinden.
Die sortierbare Tabelle mit den Hauptgipfeln enthält neben der Lage nach County und Gebirgsgruppe die Parameter Dominanz und Schartenhöhe sowie Datum und Beteiligte der Erstbesteigung. Die Nebengipfel werden separat mit Angabe der jeweiligen Gebirgsgruppe aufgelistet.

## Erläuterungen
- Der Grand Teton wird als einziger Viertausender zusätzlich zu den Dreitausendern in die Liste aufgenommen.
- Für die Teton Range existiert kein allgemein gültiges Kriterium für die Klassifizierung eines Gipfels als eigenständigen Berg. Lediglich Peakbagger.com inkludiert in einer Liste der Gipfel höher als 11.000 Fuß (3352,8 m) solche mit einer Schartenhöhe von mindestens 400 Fuß (121,92 m).[1] Zur Vereinfachung wird hier die im Hochgebirge übliche Schartenhöhe von 100 Metern als Mindestmaß gewählt, um einen Gipfel als Hauptgipfel zu klassifizieren.[2]
- Namenlose Berge werden gemäß ihrer Höhe in Fuß als z. B. Peak 12080 bezeichnet, da diese Bezeichnung im US-amerikanischen Gebrauch üblich ist. Dies trifft auf 23 Dreitausender der Teton Range zu.
- Ein Großteil der Dreitausender der Teton Range befindet sich innerhalb des Grand-Teton-Nationalparks oder der westlich angrenzenden Jedediah Smith Wilderness des Caribou-Targhee National Forest. Auf eine jeweilige Nennung des Schutzgebietes wird hier verzichtet.

## Legende
- Rang: Rang, den der Gipfel unter den Dreitausendern einnimmt.
- Bild: Bild des Berges.
- Gipfel: Name des Gipfels.
- Höhe: Höhe des Berges in Metern über dem Meeresspiegel.
- County: Administrative Lage des Gipfels nach County.
- Gebirgsgruppe: Lage des Gipfels nach Gebirgsgruppe.
- Dominanz: Die Dominanz beschreibt den Radius des Gebietes, das der Berg überragt. Sie wird in Kilometern mit Bezugspunkt angegeben.
- Scharte: Die Schartenhöhe ist die Höhendifferenz zwischen Gipfelhöhe und der höchstgelegenen Einschartung, bis zu der man mindestens absteigen muss, um einen höheren Gipfel zu erreichen. Sie wird in Metern mit Bezugspunkt angegeben.
- Erstbesteigung: Namen der Erstbesteiger mit Datum, falls bekannt.

## Einteilung der Gebirgsgruppen

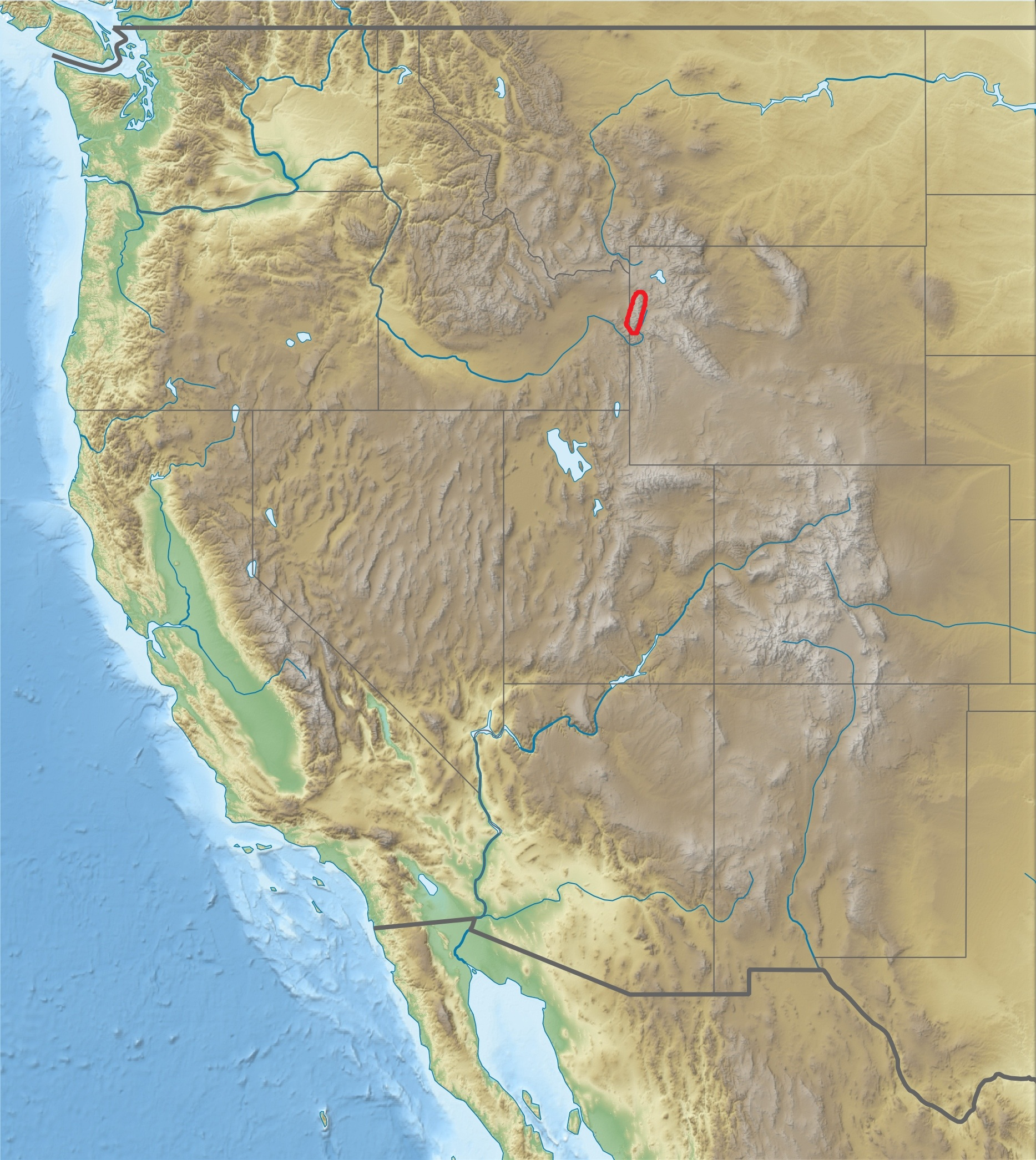
Lage der Teton Range im Westen der Vereinigten Staaten

Die folgende Liste orientiert sich an der Gebirgsgruppeneinteilung nach peakbagger.com. Unterschieden wird in die folgenden neun Untergruppen:
- North Teton Range: Umfasst den nördlichsten Teil der Teton Range, wird nach Süden durch den Webb Canyon sowie die Scharte südlich des Moose Mountain abgegrenzt. Stellt die flächenmäßig größte Gebirgsgruppe dar.
- Teton Crest: Bezeichnet den in Nord-Süd-Richtung verlaufenden, zentralen Teil des Hauptkamms der Gebirgskette sowie die westlichen Ausläufer. In manchen Definitionen wird der gesamte Hauptkamm als Teton Crest bezeichnet.
- Webb-Moran Canyons: Umfasst die Gebirgsstöcke von Doane Peak und Traverse Peak, begrenzt durch Webb Canyon im Norden, Moran Canyon im Süden und den Teton Crest im Westen.
- Moran Group: Gebirgsstock des Mount Moran, begrenzt durch Moran Canyon im Norden sowie Leigh Canyon im Süden.
- Cascade-Leigh Canyons: Umfasst die Gebirgsstöcke von Mount Woodring und Mount Saint John, begrenzt durch Leigh Canyon im Norden sowie Cascade Canyon im Süden.
- Cathedral Group: Der höchste Gebirgsstock der Teton Range mit Grand Teton und Mount Owen. Nach Norden begrenzt durch den Cascade Canyon, nach Süden durch den Lower Saddle.
- Middle and South Tetons: Gebirgsstock um Middle Teton und South Teton, begrenzt durch den Lower Saddle im Norden sowie den Avalanche Canyon im Süden. Wird in manchen Definitionen zur Cathedral Group hinzugerechnet.[4]
- Death-Avalanche Canyons: Umfasst den Gebirgsstock des Buck Mountain sowie den nach Westen abzweigenden Hauptkamm bis zum Fossil Mountain. Begrenzt durch Avalanche Canyon im Norden und Death Canyon im Süden.
- South Teton Range: Der südlichste Teil der Bergkette zwischen Fox Creek Pass und Teton Pass. Umfasst die Gebirgsstöcke von Prospectors Mountain und Rendezvous Peak. Wird nach Norden durch den Death Canyon begrenzt.

## Dreitausender in der Teton Range

### Hauptgipfel
Durch Anklicken des Symbols im Tabellenkopf sind die jeweiligen Spalten sortierbar.
| Rang | Bild | Gipfel                   | Höhe [m] | County                      | Gebirgsgruppe           | Dominanz                           | Schartenhöhe                                 | Erstbesteigung                                                                                       |
| ---- | ---- | ------------------------ | -------- | --------------------------- | ----------------------- | ---------------------------------- | -------------------------------------------- | --- |
| 1    |      | Grand Teton              | 4199     | Teton 43° 44′ N, 110° 48′ W | Cathedral Group         | 111,61 km → Gannett Peak           | 1992 m ↓ Grassy Lake Reservoir               | 11. Aug. 1898 William Owen, Frank Peterson, John Shive & Franklin Spaulding                          |
| 2    |      | Mount Owen               | 3941     | Teton 43° 45′ N, 110° 48′ W | Cathedral Group         | 0,64 km → Grand Teton              | 257 m ↓ Scharte zum Grand Teton              | Juli 1930 Fritioff Fryxell, Kenneth Henderson, Phil Smith & Robert Underhill                         |
| 3    |      | Middle Teton             | 3902     | Teton 43° 44′ N, 110° 49′ W | Middle and South Tetons | 1,1 km → The Enclosure             | 351 m ↓ Lower Saddle                         | 23. Aug. 1923 Albert R. Ellingwood                                                                   |
| 4    |      | Mount Moran              | 3844     | Teton 43° 50′ N, 110° 47′ W | Moran Group             | 9,87 km → Mount Owen               | 816 m ↓ Scharte zum Mount Owen               | 22. Juli 1922 LeGrand Hardy, Bennet McNulty & Ben C. Rich                                            |
| 5    |      | South Teton              | 3815     | Teton 43° 43′ N, 110° 49′ W | Middle and South Tetons | 1,27 km → Middle Teton             | 337 m ↓ Scharte zum Middle Teton             | 29. Aug. 1923 Albert R. Ellingwood & Eleanor Davis                                                   |
| 6    |      | Teewinot Mountain        | 3759     | Teton 43° 45′ N, 110° 47′ W | Cathedral Group         | 1,27 km → Mount Owen               | 254 m ↓ Scharte zum Mount Owen               | 1929 Fritioff Fryxell & Phil Smith                                                                   |
| 7    |      | Peak 12080               | 3682     | Teton 43° 50′ N, 110° 47′ W | Moran Group             | 0,53 km → Mount Moran              | 105 m ↓ Scharte zum Mount Moran              | |
| 8    |      | Thor Peak                | 3666     | Teton 43° 50′ N, 110° 48′ W | Moran Group             | 1,15 km → Mount Moran              | 128 m ↓ Scharte zum Mount Moran              | ca. 1935 Paul Petzold                                                                                |
| 9    |      | Buck Mountain            | 3639     | Teton 43° 41′ N, 110° 49′ W | Death-Avalanche Canyons | 3,14 km → South Teton              | 401 m ↓ Avalanche Divide                     | 21. Aug. 1898 Thomas M. Bannon & George A. Buck                                                      |
| 10   |      | Nez Perce Peak           | 3627     | Teton 43° 43′ N, 110° 48′ W | Middle and South Tetons | 0,8 km → Cloudveil Dome            | 155 m ↓ Scharte zum Cloudveil Dome           | 1930 Phil Smith                                                                                      |
| 11   |      | Disappointment Peak      | 3541     | Teton 43° 44′ N, 110° 48′ W | Cathedral Group         | 0,57 km → Teepe Pillar             | 132 m ↓ Scharte zum Teepe Pillar             | 1925 Phil Smith                                                                                      |
| 12   |      | Mount Woodring           | 3534     | Teton 43° 48′ N, 110° 48′ W | Cascade-Leigh Canyons   | 3,02 km → Thor Peak                | 469 m ↓ Scharte zum Thor Peak                | 1930 Fritioff Fryxell                                                                                |
| 13   |      | Mount Wister             | 3502     | Teton 43° 42′ N, 110° 49′ W | Death-Avalanche Canyons | 1,32 km → Buck Mountain            | 220 m ↓ Scharte zum Buck Mountain            | 1927 Phil Smith                                                                                      |
| 14   |      | Mount Saint John         | 3485     | Teton 43° 47′ N, 110° 46′ W | Cascade-Leigh Canyons   | 2,86 km → Mount Woodring           | 414 m ↓ Scharte zum Mount Woodring           | 1929 Phil Smith                                                                                      |
| 15   |      | Doane Peak               | 3463     | Teton 43° 55′ N, 110° 47′ W | Webb-Moran Canyons      | 7,68 km → Split Rock               | 505 m ↓ Scharte zum Buck Mountain            | |
| 16   |      | Ranger Peak              | 3462     | Teton 43° 56′ N, 110° 46′ W | Webb-Moran Canyons      | 2,27 km → Mount Doane              | 162 m ↓ Scharte zum Mount Doane              | 1935 Phil Smith                                                                                      |
| 17   |      | Veiled Peak              | 3458     | Teton 43° 42′ N, 110° 50′ W | Death-Avalanche Canyons | 0,73 km → Mount Wister             | 163 m ↓ Scharte zum Mount Wister             | 1934 Phil Smith                                                                                      |
| 18   |      | Static Peak              | 3447     | Teton 43° 41′ N, 110° 49′ W | Death-Avalanche Canyons | 0,56 km → Buck Mountain            | 120 m ↓ Scharte zum Buck Mountain            | |
| 19   |      | Mount Fryxell            | 3436     | Teton 43° 47′ N, 110° 49′ W | Cascade-Leigh Canyons   | 2,21 km → Mount Woodring           | 222 m ↓ Scharte zum Buckingham Palace        | |
| 20   |      | Eagles Rest Peak         | 3432     | Teton 43° 54′ N, 110° 46′ W | Webb-Moran Canyons      | 2,07 km → Doane Peak               | 151 m ↓ Scharte zum Doane Peak               | 1932 Phil Smith                                                                                      |
| 21   |      | Anniversary Peak         | 3431     | Teton 43° 54′ N, 110° 46′ W | Webb-Moran Canyons      | 0,86 km → Eagles Rest Peak         | 125 m ↓ Scharte zum Eagles Rest Peak         | |
| 22   |      | Prospectors Mountain     | 3427     | Teton 43° 39′ N, 110° 51′ W | South Teton Range       | 4,57 km → Static Peak              | 523 m ↓ Fox Creek Pass                       | 23. Juni 1932 Phil Smith & Ray Cutter                                                                |
| 23   |      | Rockchuck Peak           | 3399     | Teton 43° 47′ N, 110° 46′ W | Cascade-Leigh Canyons   | 0,67 km → Mount Saint John         | 166 m ↓ Scharte zum Mount Saint John         | 16. Aug. 1929 Fritioff Fryxell                                                                       |
| 24   |      | Maidenform Peak          | 3395     | Teton 43° 49′ N, 110° 51′ W | Moran Group             | 4,2 km → Thor Peak                 | 335 m ↓ Scharte zum Thor Peak                | |
| 25   |      | Peak 11130               | 3392     | Teton 43° 49′ N, 110° 48′ W | Moran Group             | 0,88 km → Thor Peak                | 110 m ↓ Scharte zum Thor Peak                | |
| 26   |      | The Wall                 | 3386     | Teton 43° 43′ N, 110° 50′ W | Teton Crest             | 0,86 km → South Teton              | 118 m ↓ Scharte zum Veiled Peak              | 1872 James Stevenson & Nathaniel P. Langford                                                         |
| 26   |      | Table Mountain           | 3386     | Teton 43° 45′ N, 110° 51′ W | Teton Crest             | 2,73 km → The Wall                 | 297 m ↓ Scharte zum Peak 10655               | 27. Juli 1872 William H. Jackson, Charles Campbell, Alexander Sibley, Philo Beveridge & John Coulter |
| 28   |      | Buckingham Palace        | 3384     | Teton 43° 47′ N, 110° 48′ W | Cascade-Leigh Canyons   | 1,09 km → The Jaw                  | 126 m ↓ Scharte zu The Jaw                   | |
| 29   |      | Peak 11093               | 3381     | Teton 43° 41′ N, 110° 50′ W | Death-Avalanche Canyons | 1,2 km → Buck Mountain             | 177 m ↓ Buck Mountain Pass                   | |
| 30   |      | Cleaver Peak             | 3373     | Teton 43° 50′ N, 110° 51′ W | Moran Group             | 1,02 km → Maidenform Peak          | 127 m ↓ Scharte zum Maidenform Peak          | |
| 31   |      | Traverse Peak            | 3369     | Teton 43° 52′ N, 110° 48′ W | Webb-Moran Canyons      | 2,9 km → Split Rock                | 325 m ↓ Scharte zum Doane Peak               | 1932 Fred Ayres & Irene Ayres                                                                        |
| 32   |      | McClintock Peak          | 3357     | Teton 43° 47′ N, 110° 49′ W | Cascade-Leigh Canyons   | 0,59 km → Mount Fryxell            | 136 m ↓ Scharte zum Mount Fryxell            | |
| 33   |      | Tukuarika Peak           | 3350     | Teton 43° 39′ N, 110° 52′ W | South Teton Range       | 0,94 km → Prospectors Mountain     | 119 m ↓ Scharte zum Prospectors Mountain     | 12. Juli 1960 David Dornan, Mark Melton, Mona Monahan & Leigh Ortenburger                            |
| 34   |      | Mount Bannon             | 3344     | Teton 43° 40′ N, 110° 54′ W | Death-Avalanche Canyons | 4,47 km → Tukuarika Peak           | 377 m ↓ Mount Meek Pass                      | Juni 1934 T. F. Murphy & Robert E. Brislawn                                                          |
| 35   |      | Peak 10957               | 3340     | Teton 43° 50′ N, 110° 49′ W | Moran Group             | 1,82 km → Peak 11130               | 150 m ↓ Scharte zum Maidenform Peak          | |
| 36   |      | Glacier Benchmark        | 3332     | Teton 43° 54′ N, 110° 51′ W | Teton Crest             | 5,2 km → Doane Peak                | 247 m ↓ Scharte zum Traverse Peak            | |
| 37   |      | Rendezvous Peak          | 3331     | Teton 43° 34′ N, 110° 54′ W | South Teton Range       | 8,98 km → Tukuarika Peak           | 559 m ↓ Scharte zum Tukuarika Peak           | 20. Aug. 1898 Thomas M. Bannon & George A. Buck                                                      |
| 38   |      | Peak 10921               | 3329     | Teton 43° 49′ N, 110° 47′ W | Cascade-Leigh Canyons   | 0,49 km → Mount Woodring           | 119 m ↓ Scharte zum Mount Woodring           | |
| 39   |      | Fossil Mountain          | 3328     | Teton 43° 39′ N, 110° 55′ W | Death-Avalanche Canyons | 2,27 km → Mount Bannon             | 239 m ↓ Scharte zum Mount Bannon             | 1930 Fritioff Fryxell                                                                                |
| 40   |      | Raynolds Peak            | 3327     | Teton 43° 52′ N, 110° 50′ W | Webb-Moran Canyons      | 2,43 km → Traverse Peak            | 229 m ↓ Scharte zur Glacier Benchmark        | |
| 41   |      | Rolling Thunder Mountain | 3325     | Teton 43° 53′ N, 110° 49′ W | Webb-Moran Canyons      | 2,53 km → Raynolds Peak            | 159 m ↓ Scharte zum Doubtful Peak            | 1933 Phil Smith                                                                                      |
| 42   |      | Peak 10901               | 3323     | Teton 43° 54′ N, 110° 50′ W | Webb-Moran Canyons      | 1,33 km → Rolling Thunder Mountain | 131 m ↓ Scharte zum Rolling Thunder Mountain | |
| 43   |      | Peak 10885               | 3318     | Teton 43° 57′ N, 110° 46′ W | Webb-Moran Canyons      | 2,39 km → Ranger Peak              | 114 m ↓ Scharte zum Ranger Peak              | |
| 44   |      | Rock of Ages             | 3313     | Teton 43° 46′ N, 110° 47′ W | Cascade-Leigh Canyons   | 0,58 m → The Jaw                   | 112 ↓ Scharte zu The Jaw                     | 1932 Fred Ayres & Irene Ayres                                                                        |
| 45   |      | The Wigwams              | 3311     | Teton 43° 46′ N, 110° 51′ W | Teton Crest             | 2,7 km → Table Mountain            | 171 m ↓ Scharte zum Table Mountain           | |
| 46   |      | Doubtful Peak            | 3310     | Teton 43° 53′ N, 110° 50′ W | Teton Crest             | 1,76 km → Raynolds Peak            | 137 m ↓ Scharte zum Raynolds Peak            | |
| 47   |      | Mount Hunt               | 3288     | Teton 43° 38′ N, 110° 52′ W | South Teton Range       | 1,36 km → Tukuarika Peak           | 202 m ↓ Scharte zum Tukuarika Peak           | 1930 Fritioff Fryxell                                                                                |
| 48   |      | Peak 10782               | 3286     | Teton 43° 54′ N, 110° 47′ W | Webb-Moran Canyons      | 0,97 km → Doane Peak               | 111 m ↓ Scharte zum Doane Peak               | |
| 49   |      | Cody Peak                | 3279     | Teton 43° 35′ N, 110° 53′ W | South Teton Range       | 1,86 km → Rendezvous Peak          | 121 m ↓ Scharte zum Rendezvous Peak          | |
| 50   |      | The Image                | 3276     | Teton 43° 52′ N, 110° 48′ W | Webb-Moran Canyons      | 0,98 km → Traverse Peak            | 108 m ↓ Scharte zum Traverse Peak            | |
| 51   |      | Elk Mountain             | 3270     | Teton 43° 59′ N, 110° 48′ W | North Teton Range       | 3,83 km → Ranger Peak              | 321 m ↓ Scharte zu Glacier Benchmark         | |
| 52   |      | Peak 10726               | 3269     | Teton 43° 41′ N, 110° 48′ W | Death-Avalanche Canyons | 1,3 km → Buck Mountain             | 121 m ↓ Scharte zum Buck Mountain            | |
| 53   |      | Littles Peak             | 3266     | Teton 43° 48′ N, 110° 52′ W | Teton Crest             | 2,44 km → Maidenform Peak          | 107 m ↓ Scharte zu The Wigwams               | |
| 53   |      | Peak 10714               | 3266     | Teton 43° 56′ N, 110° 45′ W | Webb-Moran Canyons      | 0,81 km → Ranger Peak              | 125 m ↓ Scharte zum Ranger Peak              | |
| 55   |      | Symmetry Crag 5          | 3264     | Teton 43° 46′ N, 110° 47′ W | Cascade-Leigh Canyons   | 0,27 km → Rock of Ages             | 116 m ↓ Scharte zum Rock of Ages             | |
| 56   |      | Mount Meek               | 3256     | Teton 43° 41′ N, 110° 53′ W | Death-Avalanche Canyons | 2,28 km → Mount Bannon             | 195 m ↓ Scharte zum Mount Bannon             | Juni 1934 T. F. Murphy & Robert E. Brislawn                                                          |
| 57   |      | Battleship Mountain      | 3255     | Teton 43° 43′ N, 110° 52′ W | Teton Crest             | 1,74 km → The Wall                 | 117 m ↓ Scharte zu The Wall                  | |
| 58   |      | Peak 10645               | 3245     | Teton 43° 43′ N, 110° 55′ W | Teton Crest             | 3,72 km → Mount Meek               | 307 m ↓ Scharte zum Mount Meek               | |
| 59   |      | Peak 10630               | 3240     | Teton 43° 53′ N, 110° 48′ W | Webb-Moran Canyons      | 1,32 km → Rolling Thunder Mountain | 115 m ↓ Scharte zum Rolling Thunder Mountain | |
| 60   |      | Mount Jedediah Smith     | 3236     | Teton 43° 41′ N, 110° 54′ W | Death-Avalanche Canyons | 0,85 km → Mount Meek               | 146 m ↓ Scharte zum Mount Meek               | |
| 60   |      | Owl Peak                 | 3236     | Teton 43° 59′ N, 110° 48′ W | North Teton Range       | 0,61 km → Elk Mountain             | 115 m ↓ Scharte zum Elk Mountain             | |
| 62   |      | Peak 10597               | 3230     | Teton 43° 40′ N, 110° 55′ W | Death-Avalanche Canyons | 0,91 km → Mount Bannon             | 100 m ↓ Scharte zum Mount Bannon             | 27. Aug. 1957 William Edwards, Don Moser & Robert Page                                               |
| 63   |      | Albright Peak            | 3221     | Teton 43° 40′ N, 110° 49′ W | Death-Avalance Canyons  | 0,73 km → Static Peak              | 116 m ↓ Scharte zum Static Peak              | |
| 64   |      | Symmetry Spire           | 3214     | Teton 43° 46′ N, 110° 46′ W | Cascade-Leigh Canyons   | 0,76 km → Mount Saint John         | 102 m ↓ Scharte zur Symmetry Crag 5          | 20. Aug. 1929 Fritioff Fryxell & Phil Smith                                                          |
| 65   |      | Housetop Mountain        | 3213     | Teton 43° 37′ N, 110° 57′ W | South Teton Range       | 3,75 km → Fossil Mountain          | 296 m ↓ Scharte zum Two Elk Peak             | Juni 1934 T. F. Murphy & Robert E. Brislawn                                                          |
| 66   |      | Window Peak              | 3204     | Teton 43° 51′ N, 110° 51′ W | Teton Crest             | 2,13 km → Cleaver Peak             | 209 m ↓ Scharte zum Littles Peak             | |
| 67   |      | Peak 10498               | 3200     | Teton 43° 51′ N, 110° 53′ W | Teton Crest             | 2,1 km → Window Peak               | 201 m ↓ Scharte zum Window Peak              | |
| 68   |      | Rendezvous Mountain      | 3185     | Teton 43° 36′ N, 110° 52′ W | South Teton Range       | 1,93 km → Cody Peak                | 157 m ↓ Scharte zum Cody Peak                | |
| 69   |      | Peak 10426               | 3178     | Teton 43° 57′ N, 110° 51′ W | North Teton Range       | 4,5 km → Elk Mountain              | 228 m ↓ Scharte zum Elk Mountain             | |
| 70   |      | Peak 10402               | 3171     | Teton 43° 35′ N, 110° 57′ W | South Teton Range       | 3,75 km → Rendezvous Peak          | 134 m ↓ Scharte zum Housetop Mountain        | |
| 71   |      | Peak 10364               | 3159     | Teton 43° 57′ N, 110° 51′ W | North Teton Range       | 1,0 km → Peak 10426                | 122 m ↓ Scharte zum Peak 10426               | |
| 72   |      | Taylor Mountain          | 3156     | Teton 43° 32′ N, 110° 59′ W | South Teton Range       | 6,47 km → Rendezvous Peak          | 437 m ↓ Phillips Pass                        | |
| 73   |      | Peak 10336               | 3150     | Teton 43° 58′ N, 110° 50′ W | North Teton Range       | 1,8 km → Peak 10426                | 183 m ↓ Moose Basin Divide                   | |
| 74   |      | Peak 10324               | 3147     | Teton 43° 41′ N, 110° 52′ W | Death-Avalanche Canyons | 0,9 km → Mount Meek                | 137 m ↓ Scharte zum Peak 11093               | |
| 75   |      | Dry Ridge Mountain       | 3146     | Teton 43° 52′ N, 110° 52′ W | Teton Crest             | 1,72 km → Peak 10474               | 139 m ↓ Scharte zum Peak 10474               | |
| 75   |      | Peak 10322               | 3146     | Teton 43° 39′ N, 110° 57′ W | Death-Avalanche Canyons | 1,54 km → Fossil Mountain          | 104 m ↓ Scharte zum Fossil Mountain          | |
| 77   |      | Mount Wow                | 3128     | Teton 43° 35′ N, 110° 58′ W | South Teton Range       | 1,36 km → Peak 10402               | 128 m ↓ Scharte zum Peak 10402               | |
| 78   |      | South Red Mountain       | 3111     | Teton 43° 58′ N, 110° 52′ W | North Teton Range       | 1,44 km → Peak 10426               | 136 m ↓ Scharte zum Peak 10426               | |
| 79   |      | Rammell Mountain         | 3091     | Teton 43° 54′ N, 110° 54′ W | Teton Crest             | 3,88 km → Dry Ridge Mountain       | 233 m ↓ Dead Horse Pass                      | |
| 80   |      | Peak 10123               | 3085     | Teton 43° 38′ N, 110° 56′ W | South Teton Range       | 1,1 km → Housetop Mountain         | 103 m ↓ Scharte zum Housetop Mountain        | |
| 81   |      | Mount Glory              | 3075     | Teton 43° 30′ N, 110° 57′ W | South Teton Range       | 3,52 km → Taylor Mountain          | 272 m ↓ Scharte zum Taylor Mountain          | |
| 82   |      | Storm Point              | 3063     | Teton 43° 46′ N, 110° 46′ W | Cascade-Leigh Canyons   | 0,53 km → Symmetry Spire           | 109 m ↓ Scharte zur Symmetry Spire           | 1931 Fritioff Fryxell                                                                                |
| 83   |      | Peak 9974                | 3040     | Teton 43° 49′ N, 110° 54′ W | Teton Crest             | 1,0 km → Peak 10361                | 123 m ↓ Scharte zum Peak 10361               | |
| 84   |      | Marys Nipple             | 3029     | Teton 43° 47′ N, 110° 55′ W | Teton Crest             | 3,28 km → Peak 10371               | 174 m ↓ Scharte zum Peak 10371               | |
| 85   |      | Freds Mountain           | 3010     | Teton 43° 47′ N, 110° 56′ W | Teton Crest             | 1,65 km → Marys Nipple             | 120 m ↓ Scharte zu Marys Nipple              | |
| 86   |      | Peak 9869                | 3008     | Teton 43° 54′ N, 110° 53′ W | Teton Crest             | 1,59 km → Rammell Mountain         | 105 m ↓ Scharte zum Rammell Mountain         | |

### Nebengipfel
Die folgenden Erhebungen weisen eine geringere Eigenständigkeit (Schartenhöhe) als 100 m auf und werden hier als Nebengipfel eingestuft. Im Folgenden sind die 46 Nebengipfel der Teton Range mit einer Schartenhöhe von mindestens 30 m gelistet.
| - The Enclosure (Cathedral Group, 4063 m) - Teepe Pillar (Cathedral Group, 3759 m) - East Prong (Cathedral Group, 3673 m) - Cloudveil Dome (Middle and South Tetons, 3666 m) - Peak 11836 (Cathedral Group, 3608 m) - Crooked Thumb (Cathedral Group, 3591 m) - Split Rock (Moran Group, 3570 m) - Drizzlepuss (Moran Group, 3555 m) - West Horn (Moran Group, 3536 m) - East Horn (Moran Group, 3498 m) - The Jaw (Cascade-Leigh Canyons, 3471 m) - Idol (Cathedral Group, 3343 m) - Two Elk Peak (South Teton Range, 3321 m) - Paintbrush Peak (Cascade-Leigh Canyons, 3316 m) - Peak 10880 (Webb-Moran Canyons, 3316 m) - North Wigwam (Teton Crest, 3308 m) - South Wigwam (Teton Crest, 3301 m) - Bivouac Peak (Webb-Moran Canyons, 3298 m) - Blackwelder Peak (Teton Crest, 3288 m) - Shadow Peak (Middle and South Tetons, 3269 m) - Ayer's Crag (Cascade-Leigh Canyons, 3267 m) - No Name Peak (South Teton Range, 3260 m) - Peak 10686 (Webb-Moran Canyons, 3257 m) | - Peak 10655 (Teton Crest, 3248 m) - Peak 10632 (Teton Crest, 3241 m) - Peak 10538 (Teton Crest, 3212 m) - Ayres Crag Number 5 (Cascade-Leigh Canyons, 3200 m) - Peak 10486 (Teton Crest, 3196 m) - Peak 10474 (Teton Crest, 3192 m) - The Wedge (Teton Crest, 3165 m) - Peak 10371 (Teton Crest, 3161 m) - Peak 10361 (Teton Crest, 3158 m) - Green Lakes Mountain (Teton Crest, 3130 m) - Peak 10270 (North Teton Range, 3130 m) - Peak 10251 (Cascade-Leigh Canyons, 3125 m) - Peak 10160 (Teton Crest, 3105 m) - Red Mountain (North Teton Range, 3103 m) - Spearhead Peak (South Teton Range, 3075 m) - Peak 10051 (South Teton Range, 3064 m) - Moose Mountain (North Teton Range, 3062 m) - Mount Glory-Nordgipfel (South Teton Range, 3061 m) - Moby Dick (South Teton Range, 3057 m) - Peak 10015 (South Teton Range, 3053 m) - Yosemite Peak (Teton Crest, 3051 m) - Peak 9970 (North Teton Range, 3039 m) - Ice Point (Cascade-Leigh Canyons, 3021 m) |